# 阿利蓋特鎮區 (北卡羅萊納州蒂勒爾縣)
阿利蓋特鎮區（英語：Alligator Township）是位於美國北卡羅萊納州蒂勒爾縣的一個鎮區。

## 地方資料
阿利蓋特鎮區的面積為221.70平方千米，皆為陸地。根據2020年美國人口普查的數據，當地共有人口267人，而人口密度為每平方千米1.2人。